# زاميا درسلرية
زاميا درسلرية (الاسم العلمي:Zamia dressleri) هي نوع من النباتات تتبع جنس الزاميا من الفصيلة الزامية.